# Synagoga w Bechyně
Synagoga w Bechyně (cz. Synagoga v Bechyni) – synagoga znajdująca się w Bechyně w Czechach, przy ulicy Široké.
Synagoga została zbudowana w 1827 roku w stylu neoromańskim. Nabożeństwa w niej odbywały się do II wojny światowej. Od 1973 roku w budynku mieściło się muzeum strażackie. 1 lipca 2006 roku w synagodze otwarto Muzeum Turystyki.

## Literatura
- Fiedler Jiří, Židovské památky v Čechách a na Moravě, Praha 1992, s. 41.